# Ettore Pais
Ettore Pais (27 juillet 1856 à Borgo San Dalmazzo, Italie – 28 mars 1939 à Rome) est un historien italien, spécialiste de l'Antiquité.

## Biographie
Fils de Michele Pais Leoni, un noble de Sassari, et de Carlotta Tranchero, une piémontaise, il étudia à Lucques et à l'Université de Florence, où il passa la licence ès Lettres en 1878. Il fut l'élève d'Atto Vannucci et de Domenico Comparetti ; par la suite (1881) il approfondit ses connaissances à Berlin sous la férule de Mommsen. De 1880 à 1884 il exerça son activité en Sardaigne où il fonda le musée archéologique de l'Université de Sassari et dirigea le Musée de Cagliari. En 1886 il fut appelé à la chaire d'histoire ancienne de l'Université de Palerme et en 1888 à l'Université de Pise. Il fut ensuite professeur à Naples (1899 – 1904) – ville où le 9 juillet 1900 il fut affilié comme Maître maçon dans la Loge "Losanna" et où  de 1910 à 1914 il a dirigé le musée archéologique – et, à partir de 1906, à l'Université de Rome, où il enseigna aussi l'épigraphie.
Il eut de nombreuses charges dans l'enseignement et reçut des témoignages d'honneur d'universités européennes et américaines : il tint des cours dans les universités de Wisconsin-Madison, de Paris-Sorbonne, de Bucarest, de Prague, de Madrid, de Barcelone, de Boston, de Cambridge, de New York et de Chicago ; il fut honoré d'une licence honoris causa à Oxford, à Chicago et à Paris. Il fut nommé membre national de l'Accademia dei Lincei en 1910 et sénateur du royaume en 1922. En 1936 on lui conféra le Prix Mussolini pour les disciplines morales et historiques.
Le nom d'Ettore Pais est attaché aux études sur l'histoire de l'antiquité, en particulier sur les origines de Rome et sur l'histoire de la civilisation italienne dans son ensemble depuis les colonies grecques jusqu'à l'époque impériale. Sa position méthodologique, fondée sur une critique serrée des sources, le porta, pour l'histoire ancienne de Rome, à un rejet en bloc de toute la tradition historiographique jusqu'au IVe siècle avant notre ère.

## Principales œuvres
- La Sardegna prima del dominio romano, 1881.
- Storia della Sicilia e della Magna Grecia, 1894.
- Storia di Roma, 1898-1899. 2 vol.
- La civiltà dei Nuraghi e lo sviluppo sociologico della Sardegna, 1923.
- Fasti triumphales populi Romani, 1923.
- Storia della Sardegna e della Corsica durante il dominio romano, 1923.
- Storia dell'Italia antica, 1925. 2 vol.
- Storia critica di Roma durante i primi cinque secoli. 1913-20. 4 vol.
- Storia di Roma durante le guerre puniche, 1926. 2 vol.

C'est en 1892, alors qu'il enseignait à Pise, que sortit le premier numéro de la revue Studi storici, qu'il dirigea et dont il s'occupa un certain temps avec Amedeo Crivellucci, titulaire de la chaire d'histoire moderne ; de 1908 à 1913 la revue se poursuivit partiellement sous le titre Studi storici per l'antichità classica. Dans l'activité de Pais la direction de la traduction en italien des grandes histoires de Mommsen, de Gibbon, de Gregorovius, de Duruy et de Tillemont tient une place particulière.